# 両儀
両儀（りょうぎ）とは、『易』の宇宙生成論において使われる概念。万物の根源である太極から生じた二極である。その解釈は一様ではないが、天と地だという説と陰と陽だという説がある。
両儀は『周易』繋辞上伝にある「易有太極 是生兩儀 兩儀生四象 四象生八卦 八卦定吉凶 吉凶生大業」（易に太極あり、これ両儀を生じ、両儀は四象を生じ、四象は八卦を生ず。八卦は吉凶を定め、吉凶は大業を生ず）に由来する。根元の太極から万物を象徴する八卦に至る中間の過程として表れる。
両儀からは四象が生じるが、その四象は、漢易では春夏秋冬の四季あるいは木火土金水の五行、宋易では陰陽二画の組み合わせ（⚌太陽・⚍少陰・⚎少陽・⚏太陰）とされる。